# Байгул (Росія)
Байгу́л (рос. Байгул) — село у складі Чернишевського району Забайкальського краю, Росія. Адміністративний центр Байгульського сільського поселення.

## Населення
Населення — 993 особи (2010; 1198 у 2002).
Національний склад (станом на 2002 рік):
- росіяни — 84 %